# Losone
Losone é uma comuna da Suíça, no Cantão Tessino, com cerca de 6.329 habitantes. Estende-se por uma área de 9,50 km², de densidade populacional de 666 hab/km². Confina com as seguintes comunas: Ascona, Cavigliano, Intragna, Locarno, Tegna, Verscio.
A língua oficial nesta comuna é o Italiano.